# Greenville (Rhode Island)
Greenville és una concentració de població designada pel cens dels Estats Units a l'estat de Rhode Island. Segons el cens del 2000 tenia 8.626 habitants.

## Demografia
Segons el cens del 2000, Greenville tenia 8.626 habitants, 3.302 habitatges, i 2.314 famílies. La densitat de població era de 639,3 habitants per km².
Dels 3.302 habitatges en un 30% hi vivien nens de menys de 18 anys, en un 59,3% hi vivien parelles casades, en un 7,9% dones solteres, i en un 29,9% no eren unitats familiars. En el 27% dels habitatges hi vivien persones soles el 17,1% de les quals corresponia a persones de 65 anys o més que vivien soles. El nombre mitjà de persones vivint en cada habitatge era de 2,49 i el nombre mitjà de persones que vivien en cada família era de 3,05.
Per edats la població es repartia de la següent manera: un 21,7% tenia menys de 18 anys, un 5,4% entre 18 i 24, un 25,4% entre 25 i 44, un 25,2% de 45 a 60 i un 22,3% 65 anys o més.
L'edat mediana era de 44 anys. Per cada 100 dones de 18 o més anys hi havia 80,1 homes.
La renda mediana per habitatge era de 56.036 $ i la renda mediana per família de 66.832 $. Els homes tenien una renda mediana de 49.671 $ mentre que les dones 31.545 $. La renda per capita de la població era de 24.770 $. Aproximadament l'1,6% de les famílies i el 3,2% de la població estaven per davall del llindar de pobresa.